# 교통방해의 죄
교통방해의 죄(交通妨害－罪)는 교통시설의 손괴 기타의 방법으로 교통을 방해하는 죄(185조-191조)이다. 본죄의 보호법익은 공공의 교통의 안전이며 이에 대한 침해는 공중의 생명·신체 등에 예측할 수 없는 손해를 가져올 위험이 있는 것이므로 본죄는 공공위험죄이다. ( 육로·수로 또는 교량을 손괴 또는 불통하게 하거나 기타의 방법으로 교통을 방해하는 죄(185조), ( 궤도(軌道)·등대(燈臺) 또는 표지(標識)를 손괴하거나 기타 방법으로 기차·전차·자동차·선박 또는 항공기의 교통을 방해하는 죄(186조), ( 기차 등의 전복(顚覆) 등 죄(187조), ( 교통방해치사상죄(188조), ( 과실·업무상 과실 또는 중과실에 의하여 (-(의 죄를 범한 경우(189조) 등이 포함된다. 본죄의 객체는 공유·사유를 불문하나, '공중의 왕래에 공용(供用)(판례)'되는 것임을 요한다. (-(의 미수범(190조) 및 (·(의 예비·음모(191조)도 처벌한다.

## 같이 보기
- 일반교통방해죄